# Tisdale (Saskatchewan)
Tisdale ist eine Kleinstadt in der kanadischen Provinz Saskatchewan mit einer Einwohnerzahl von 3235 (Stand: 2016).

## Geographie
Tisdale liegt ca. 40 Kilometer östlich von Melfort und 60 Kilometer südlich von Nipawin. Die Verbindungsstraßen Saskatchewan Highway 35 und Saskatchewan Highway 3 kreuzen sich im Ort. Tisdale wird von der Canadian National Railway und der Canadian Pacific Railway bedient. 

## Geschichte
Aufgrund des fruchtbaren Bodens ließen sich Siedler in der Gegend nieder. Die Infrastruktur entwickelte sich mit der 1904 erfolgten Anbindung an die Canadian Northern Railway weiter positiv. Die offizielle Stadtgründung fand im Jahr 1920 statt. Der Ort wurde zu Ehren des Eisenbahnangestellten Frederick W. Tisdale benannt.
Tisdale ist in der Provinz Saskatchewan für den Anbau von Raps (rape) und die Gewinnung von Honig (honey) bedeutend. Für über 60 Jahre warb die Stadt deshalb mit dem Slogan: Land of Rape and Honey (Das Land von Raps und Honig). Da aber in der englischen Sprach rape gleichzeitig Vergewaltigung bedeutet, kam es häufig zu Missverständnissen. Im Herbst 2015 entschloss sich die Stadtverwaltung deshalb, den Slogan in: Opportunity Grows Here, frei übersetzt etwa „Hier wachsen Möglichkeiten“ zu ändern. Zu dem Spruch sind auf dem neuen Logo noch eine Sonne, ein grüner Acker und Kornähren zu sehen. Im Jahr 2006 wurden in Tisdale und Umgebung mehr als vier Millionen Kilogramm Honig hergestellt, was ca. 10 % der gesamten kanadischen Produktion entspricht. Als Touristenattraktion ist im Ort die überdimensionale Skulptur einer Honigbiene aufgestellt (World's Largest Honey Bee).

## Demografische Daten
Im Jahre 2011 ergab sich eine Bevölkerungszahl von 3180 Personen. Dies bedeutet eine Zunahme um 6,0 % gegenüber 2006.

## Persönlichkeiten
- Susan Aceron (1972–2016), Synchronsprecherin und Schauspielerin